# CD247
Т-клеточный поверхностый гликопротеин CD3, ζ-цепь (англ. T-cell surface glycoprotein CD3 zeta chain, CD247, CD3Z) — мембранный белок, дзета-субъединица Т-клеточного рецептора. Продукт гена человека CD247.

## Функции

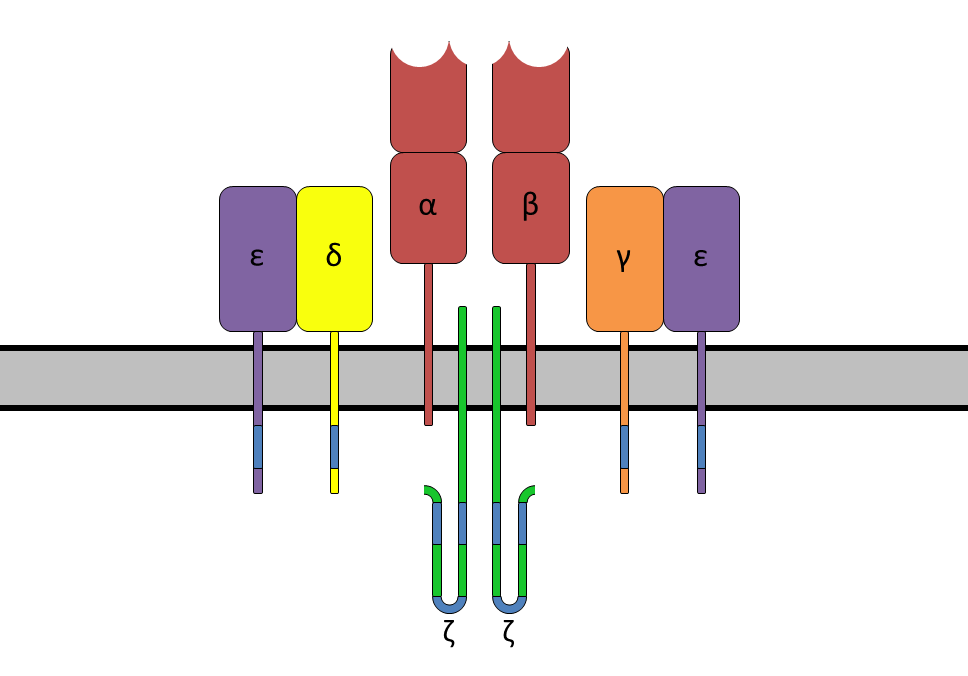
Субъединичная структура Т-клеточного рецептора. ζ-Субъединица показана зелёным цветом.

Дзета (ζ) субъединица Т-клеточного рецептора вместе с альфа/бета и гамма/дельта гетеродимерами и CD3-гамма-, CD3-дельта-, CD3-эпсилон-субъединицами образуют мультимолекулярный комплекс Т-клеточного рецептора. ζ-цепь (CD247) играет важную роль в связывании процесса распознавания рецептором антигена и нескольких внутриклеточных сигнальных путей. Низкая экспрессия ζ-цепи приводит к нарушению иммунного ответа. Альтернативный сплайсинг приводит к образованию двух изоформ.

## Структура
CD247 состоит из 164 аминокислот, молекулярная масса 18,7 кДа. В рецепторе находится в гомодимерной форме.

## Взаимодействия
CD247 взаимодействует с JAK3 и Unc-119.